# Romain Cabannes
Pour les articles homonymes, voir Cabannes.

a Compétitions nationales et continentales officielles uniquement.

Dernière mise à jour le 7 juin 2024.
Romain Cabannes, né le 2 décembre 1984 à Mont-de-Marsan, est un joueur français de rugby à XV, qui évolue au poste de trois-quarts centre.
Il est champion de France avec le Castres olympique en 2013.

## Biographie
Grand espoir français, il est international dans toutes les catégories de jeunes alors qu'il porte le maillot du Stade montois. Il a comme coéquipier Rémi Talès, futur ouvreur international et futur partenaire au Castres olympique.
En juin 2008, il est invité avec les Barbarians français pour jouer un match contre le Canada à Victoria. Les Baa-Baas l'emportent 17 à 7.
En juin 2011, il participe à la tournée des Barbarians français en Argentine pour jouer deux matchs contre les Pumas. Les Baa-Baas s'inclinent 23 à 19  à Buenos Aires puis l'emportent 18 à 21 à Resistencia.
Le 1er juin 2013, Romain Cabannes devient champion de France de Top 14 avec son club du Castres olympique au terme d'une finale remportée 19 à 14 face au RC Toulon. Durant la demi finale face à Clermont, il inscrit un essai décisif pour la qualification en finale (victoire 25-9).
En 2014, il accède avec le CO à une deuxième finale consécutive contre Toulon.
En fin de contrat à l'issue de la saison 2015-2016, Cabannes ne trouve pas de club. Il déclare alors en juillet arrêter sa carrière,. Mais afin de pallier la blessure de Benjamin Petre, il rejoint le CA Brive comme joker médical pour la saison 2016-2017.
En mai 2017, le Stade montois annonce le retour du trois-quarts centre au club à partir de la saison suivante. Il rejoint alors son frère Julien ailier du Stade montois depuis 2009.
Après la fin de sa carrière, il devient responsable du centre de formation du Stade montois en 2020 puis entraîneur du Stade langonnais en 2022 avec lequel il parvient à franchir deux divisions en deux saisons jusqu'en Nationale. En 2024, alors qu'il devait s'engager pour le RC Bassin d'Arcachon, il rejoint finalement le RC Orléans pour trois ans.

## Palmarès

### En club

#### Avec le Castres olympique
- Championnat de France de Top 14 :
  - Champion (1) : 2013
  - Vice-champion (1) : 2014

#### Avec la Section paloise
- Challenge européen : 
  - Finaliste (1) : 2005

#### Avec le Stade montois
- Challenge Gauderman :
  - Vainqueur (1) : 2000
- Championnat de France Cadet :
  - Vice-champion (1) : 2000
- Championnat de France Crabos :
  - Champion (1) : 2002
- Champion de France UNSS

### En sélection nationale
- International -19 ans : 
  - 2003 : participation au championnat du monde en France (4 sélections, 1 essai)
  - 7 sélections en 2002-2003
- International -21 ans : 
  - 2003 : participation au championnat du monde en Angleterre (1 essai)
  - 2004 : participation au championnat du monde en Écosse
- Barbarian français en 2008 (Canada)
- Barbarian français en 2011 (Argentine)

### Entraîneur
- Vainqueur du Championnat de France de rugby à XV de Nationale 2 2023-2024 avec le Stade langonnais